# Biroul Electoral Central
Biroul Electoral Central (BEC) este un birou care decide soarta candidaturilor la funcțiile de deputat, senator și europarlamentar sau de președinte al României. În prezent, acesta a fost înființat în anul 1992 - odată cu CCR (Curtea Constituțională a României). Actualul președinte al Biroului Electoral Central este George Tudor-Alfred. BEC este format din 17 membri și 5 judecători de la Curtea de Apel București. Acesta este sediul unde se depun candidaturile la o funcție în parlament sau de șef al statului.